# Thelaira nigripes
Thelaira nigripes là một loài ruồi trong họ Tachinidae.